# زبدة إسكتلندية
الزبدة الإسكتلندية هو نوع من الحلويات التي تتكون من السكر البني والزبدة. تشمل بعض الوصفات شراب الذرة والقشدة والفَنيلية والملح. استخدمت أقدم الوصفات المعروفة في منتصف القرن التاسع عشر في يُركِشَير دبس السكر بدلاً من السكر أو بالإضافة إليه.